# Knud Karl Krogh-Tonning

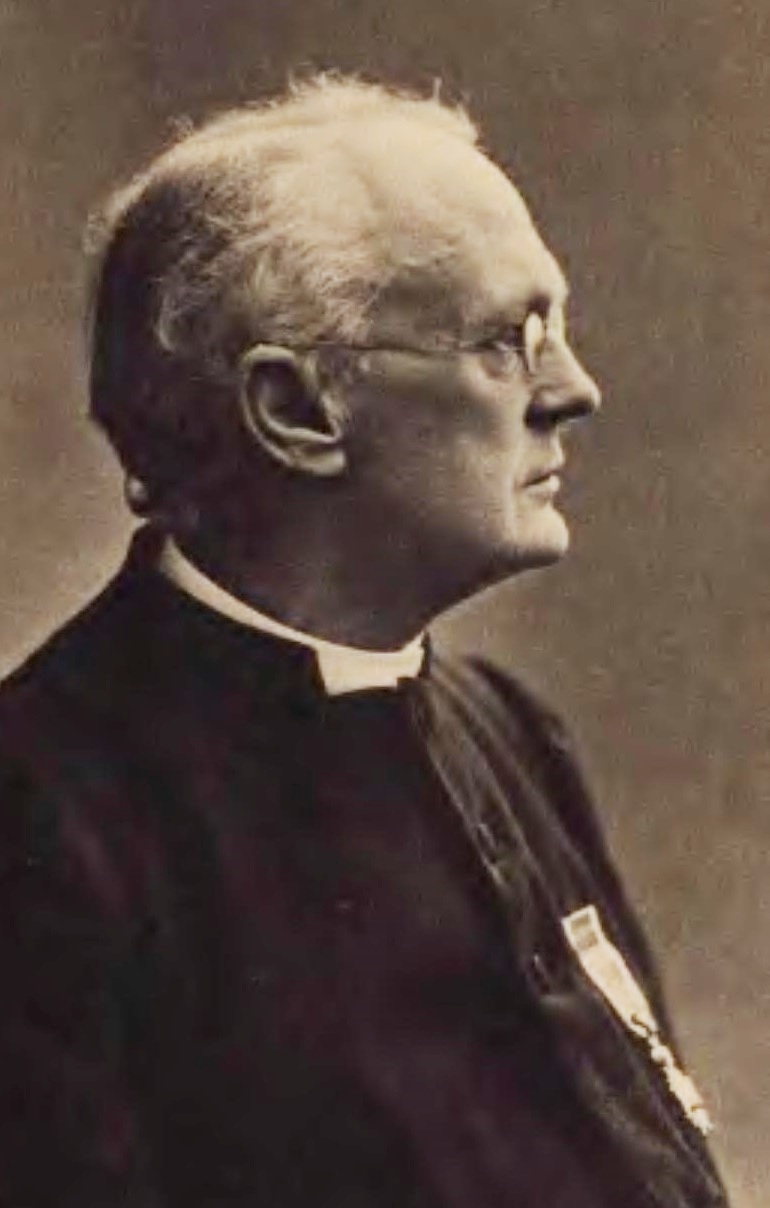
Knud Karl Krogh-Tonning (1906)

Knud Karl Krogh-Tonning (* 31. Dezember 1842 in Stathelle, Telemark; † 19. Februar 1911 in Oslo) war ein norwegischer lutherischer Pfarrer und hochkirchlicher Theologe sowie nach seiner Konversion römisch-katholischer Apologet.

## Leben und Denken

### Jugend und Familie
Knud Karl Krogh-Tonning war ein Sohn des Anwalts Malthe Didrik Tonning und seiner Frau Caroline Christiane geb. Krogh. In der weiteren Familie gab es zahlreiche Pfarrer und Beamte. Er besuchte Gymnasien in Skien und Oslo. Anschließend studierte er Theologie an der Universität Oslo. Dort prägte ihn die lutherische Orthodoxie, wie sie Carl Paul Caspari und Gisle Johnson verkörperten. Nach seinem Amtsexamen 1867 wurde er Leiter eines Lehrerseminars in Balestrand am Sognefjord. Im selben Jahr heiratete er seine zwei Jahre ältere Cousine Emma Wilhelmine Hagerup, Tochter des Anwalts Niels Johan Hagerup und dessen Frau Marie geb. Krogh. Das Paar hatte vier Kinder, von denen zwei jung starben. Seine Frau überlebte ihn 15 Jahre und starb 1926.

### Intellektuelles Wirken
In Balestrand schrieb Krogh-Tonning für seine Studenten ein Lehrbuch der Dogmatik Die christliche Glaubenslehre in ihren Grundzügen (Bergen 1870). Weitere Schriften folgten. 1873 wurde er Pfarrer in Årdal. Kurz nach seinem Amtsantritt erhielt er ein Stipendium für eine Studienreise, die er 1874 antrat und die ihn nach Leipzig, Erlangen, Zürich, Basel und Paris führte.
Im selben Jahr 1874 erschien die zweite Auflage der Christlichen Glaubenslehre, in der die Themen Kirche, Amt und Sakramente ausführlicher behandelt sind – bei starker Abgrenzung gegenüber Katholiken und Reformierten.
1877 ging er, nach krankheitsbedingter Pause, als Katechet nach Porsgrunn. Seine Schriften verschafften ihm mehr und mehr den Ruf eines der bedeutendsten Theologen Norwegens. 1878 veröffentlichte er Wort und Sakrament, worin er eine eigenständige Bedeutung der Sakramente behauptete, entgegen der üblichen lutherischen Auffassung, sie seien nur eine andere Form des gepredigten Wortes. Den Objektivismus der Transsubstantiationslehre lehnte er jedoch noch ab mit Blick auf die vielen Katholiken, bei denen die Kommunion keine Bedeutung für ihr tägliches Verhalten habe.
1879 erschien die dritte Auflage der Christlichen Glaubenslehre, mittlerweile ein Werk von 700 Seiten. Darin ging er ausführlich auf das Verhältnis zwischen lutherischem und katholischem Kirchen-, Amts- und Traditionsverständnis ein. Er äußerte sich jetzt weniger ablehnend gegenüber der katholischen Kirche. Zur Vorbereitung dieser Auflage hatte er die englische Oxfordbewegung der 1830er Jahre studiert und bezog sich wie diese zunehmend auf die Kirchenväter und die ersten Konzile. Er geriet auch unter den Einfluss des deutschen Theologen August Vilmar und sprach sich für die apostolische Sukzession aus.
1881 veröffentlichte Krogh-Tonning Das kirchliche Zeugnis von der Absolution, worin er feststellte, dass die Reformation die Einzelbeichte nicht abgeschafft habe, und ihre Wiedereinführung befürwortete.
Im selben Jahr erschien Über das kirchliche Amt und seine Aufgaben. Darin zeigte er anhand der lutherischen Bekenntnisse, dass die Reformatoren in ihren offiziellen Verlautbarungen am göttlichen Ursprung des kirchlichen Amtes festgehalten und dessen Autorität aus der Ordination abgeleitet hätten, nicht aus der Wahl der Gemeinde. Die kirchliche Amtslehre der lutherischen Bekenntnisse verglich er mit der katholischen und reformierten Lehre und kam, ähnlich wie John Henry Newman für den Anglikanismus, zu dem Schluss, dass die lutherische Kirche in ihrem Bekenntnis den gesunden Mittelweg zwischen den Einseitigkeiten von „Romanismus“ und reformiertem Christentum gehe.
Während seines Dienstes in Porsgrunn begann Krogh-Tonning mit der Veröffentlichung einer Reihe von Übersetzungen der Werke der Kirchenväter, Zeugnis der Kirchenväter. Diese Reihe wurde in den Jahren 1880–94 in 18 Bänden veröffentlicht. Krogh-Tonning näherte sich darin dem katholischen Traditionsbegriff an.
In Zeugnis der Kirchenväter hatte Krogh-Tonning auch die Apologie von Justin übersetzt. Das führte ihn zu der großen Abhandlung Über die frühe kirchliche Apologetik gegenüber dem griechisch-römischen Heidentum, die ihm im Frühjahr 1883 den theologischen Doktortitel der Universität Oslo einbrachte.
Zu diesem Zeitpunkt war er nicht mehr in Porsgrunn; im Herbst 1882 war er Pfarrer in der Arbeitsanstalt, den Krankenhäusern und den neuen Armenhäusern in Oslo geworden. 1883–86 war er außerdem Dozent für Pädagogik und Methodik am praktisch-theologischen Seminar der Universität Oslo. 1886 wurde er Gemeindepfarrer an der Gamle-Aker-Kirche. Gleichzeitig hielt er als Privatdozent Vorlesungen über Dogmatik. Durch Fleiß und systematischen Zeiteinsatz gelang es ihm, seinen seelsorgerischen und wissenschaftlichen Aufgaben zugleich gerecht zu werden. Im Herbst 1883 wurde er in die Wissenschaftsgesellschaft von Oslo aufgenommen.
Von den zahlreichen Schriften, die er als Pfarrer in Oslo veröffentlichte, ist sein Hauptwerk Die christliche Dogmatik (4 Bände, Oslo 1885–94), ein umfangreiches Werk von mehr als 2.000 Seiten und die erste wissenschaftliche Dogmatik auf Norwegisch. Darin distanzierte sich Krogh-Tonning von manchen seiner früheren theologischen Urteile. Er betrachtete aber die lutherische Kirche weiterhin als den Mittelweg zwischen dem Objektivismus des Katholizismus und dem Subjektivismus des reformierten Christentums.
Im Januar 1890 wurde ihm das Ritterkreuz des St.-Olavs-Ordens „für wissenschaftliche und amtliche Verdienste“ verliehen. Damals war er auf dem Höhepunkt seines Rufs als einer der fähigsten Theologen der orthodoxen lutherischen Hochkirche in Norwegen, und es sah so aus, als würde er wie sein Freund Johan Christian Heuch Bischof werden. Er stand Luthers Person kritisch gegenüber, glaubte sich aber im Einklang mit den lutherischen Bekenntnisschriften.

### Begegnung mit dem Katholizismus und Konversion
Im Herbst 1890 hielt der deutsche Dominikanerpater Dominikus Scheer (1830–1907) in der St.-Olavs-Kirche in Oslo Vorträge über Streitfragen zwischen Katholiken und Protestanten. Unter den Zuhörern waren viele Nichtkatholiken. Nach der Abreise des Paters schrieb Krogh-Tonning eine Reihe von Kommentaren im Morgenbladet. Er fasste die Hauptgedanken Scheers zusammen und erklärte, dass hier aus authentischer Sicht falsche protestantische Vorstellungen über die katholische Lehre und das katholische Leben korrigiert würden. Die katholischen Dogmen enthielten oft das Gegenteil dessen, was Nichtkatholiken meinten, z. B. die katholische Rechtfertigungslehre.
Die Artikel erregten Aufmerksamkeit über Norwegen hinaus. Sie wurden ins Deutsche übersetzt und in Auszügen in den Historisch-politischen Blättern für das katholische Deutschland abgedruckt. Erstmals wurden seine Ansichten damit auch auf katholischer Seite zur Kenntnis genommen.
Je größer der Widerstand in seiner eigenen Kirche war, desto mehr beschäftigte sich Krogh-Tonning mit der Frage der Legitimität der norwegischen Staatskirche. Das Ergebnis war die Schrift Die Kirche und die Reformation (Oslo 1892). In der Amtsfrage betonte er die Notwendigkeit der apostolischen Sukzession, die jedoch auch von Priester zu Priester legitim sei. Als Grundlage der Lehre postulierte er, über die Bibel hinaus, ein gegenwärtiges, vom Heiligen Geist geleitetes kirchliches Lehramt. In der Frage der Kirchenverfassung forderte er ein Ende der staatlichen Kirchenleitung zugunsten eines rechtmäßig geweihten Episkopats. Die Kirche und die Reformation wurde von dem katholischen Priester Gustav Ferbers ins Deutsche übersetzt (Mainz 1893).
Zentrum von Krogh-Tonnings Forschung in den 1890er Jahren war die sogenannte „stille Reformation“. Diesen Begriff hatte er bereits im 3. Band seiner 1889 erschienenen Dogmatik verwendet. Er bezeichnete damit die Wiederaufnahme vorreformatorischer Gedanken durch die neuere lutherische Theologie besonders in der Lehre vom freien Willen. Entgegen der Lehre Luthers und der älteren lutherischen Orthodoxie, dass der Mensch dem Heil gegenüber „völlig passiv“ sei, werde nun behauptet, dass er aktiv, seine Freiheit nutzend, bereuen und kraft Gottes Einwirken auf den Willen in die Gnade eintreten könne (Die Gnadenlehre und die stille Reformation, Oslo 1894); schon Melanchthon sei darin vorangegangen. Krogh-Tonning sah daher in der Rechtfertigungslehre keinen sachlichen Widerspruch mehr zwischen der Lehre der katholischen Kirche und aktuellen lutherischen Anschauungen. Die Gnadenlehre und die stille Reformation erregte die Aufmerksamkeit deutscher katholischer Theologen wegen der nach ihrem Urteil korrekten Darstellung der Rechtfertigungslehre der katholischen Kirche.
„Niederkirchliche“, sakramentsfeindliche Entwicklungen innerhalb der norwegischen Staatskirche entmutigten Krogh-Tonning und trugen dazu bei, ihn kritisch zu stimmen. 1896 schrieb er Der kirchliche Auflösungsprozess. Diese Schrift wirkte wie eine Kriegserklärung an die vorherrschende niederkirchliche Richtung. Er behauptete, es gebe keine große Konfession mehr, die den ungekürzten christlichen Glauben bekenne außer der katholischen Kirche. Auch in katholischen Gemeinden gebe es Apostasie, aber es sei klar, dass dies niemals im Namen der Kirche oder unter Berufung auf kirchliche Grundsätze geschehen könne. Wieder gab es entschiedenen Widerspruch. Der kirchliche Auflösungsprozess wurde ins Deutsche übersetzt unter dem Titel Der Protestantismus der Gegenwart. Geschildert von einem Protestanten (Berlin 1897).
Die Forschung zur „stillen Reformation“ wurde in der lateinischen Schrift De gratia Christi et de libero arbitrio abgeschlossen (Oslo 1898). Darin stellte Krogh-Tonning die Lehre Thomas von Aquins von der Gnade Christi und dem freien Willen neben Aussagen Luthers und Calvins und der späteren evangelischen Theologie und erklärte, Luther und die Reformation hätten die Einheit und Kontinuität der gesamtkirchlichen Gnadenlehre gebrochen, die neuere konservative lutherische Theologie hätte sich der katholischen Gnaden- und Willensfreiheitslehre aber wieder angenähert oder sie sogar ganz übernommen. De gratia Christi et de libero arbitrio erregte selbst in Rom Aufmerksamkeit. Kardinal Satolli, einer der führenden Thomisten der Zeit, schrieb Krogh-Tonning einen anerkennenden Brief.
Dieser begann zu verstehen, dass seine Position als Pfarrer der lutherischen Kirche unhaltbar war, und trat im September 1899 als Pfarrer der Gamle-Aker-Kirche zurück. Ende 1899 endete sein Dienst in der norwegischen Staatskirche.
Er interessierte sich damals für Studien zur apostolischen Sukzession und zum Dogma der Unfehlbarkeit des Papstes. Um diese Fragen in Ruhe zu erwägen, begab er sich im Frühjahr 1900 zu den Jesuiten in Aarhus. Am 13. Juni 1900 wurde er dort von P. Ignatz Schmid in die katholische Kirche aufgenommen. Am 29. November 1900 spendete ihm Bischof Johannes von Euch in Aarhus das Sakrament der Firmung. Bei dieser Gelegenheit nahm er den Firmnamen Ansgar an. Da er verheiratet war, blieb ihm die Priesterweihe verwehrt.
Zu Beginn des folgenden Jahres kehrte er nach Oslo zurück, wo er für den Rest seines Lebens zurückgezogen lebte und weiter literarisch tätig war. Er veröffentlichte eine Sammlung von Predigten aus seiner Zeit an der Gamle-Aker-Kirche (Das Kirchenjahr, Oslo 1904; ins Deutsche übersetzt von Gustav Ferbers: Katholisches Christentum und moderne Welt. Homiletische Vorträge, Münster 1905). Darüber hinaus verfasste er seine Autobiografie Erinnerungen eines Konvertiten (Kopenhagen 1906). 1905 wurde er von der römischen Congregatio pro studiis zum Ehrendoktor der Theologie ernannt. Er starb 1911 nach einem Schlaganfall auf dem Weg zur Messe in der St.-Olavs-Kirche.

## Veröffentlichungen
- Den christelige Troeslære, 1870 (gekürzt: Troeslære, til Brug ved højere Religions-Undervisning, 1893)
- Bibelske Foredrag, 1878
- Ord og Sakrament, 1878
- Kirkelig Fattigpleje, 1879
- Hedenske og kristelige Tanker om Ægteskabet, Porsgrunn 1880
- Vidnesbyrd af Kirkefædrene. Et Udvalg, 19 Bände, 1880–97
- Kirkelige Vidnesbyrd om Absolutionen, 1881
- Om det kirkelige Embede og dets Functioner, 1881
- Om den ældste kirkelige Apologi overfor det græsk-romerske Hedenskabs Tænkning, Dissertation, 1882
- Guds Ord og Bøn, til Lærdom, Formaning og Trøst, ordnet efter Catechismen, 1884
- Den christelige Dogmatik, 4 Bände, 1885–94
- Christendommen og Tidens Vantro, Porsgrunn 1886
- Christelig Opdragelseslære, 1887
- Om Inspirationen. Nogle Ord i anledning af Prof. F. Petersens Angreb paa den kirkelige Inspirationslære, 1888
- Kirken og Reformationen, 1892
- Die Gnadenlehre und die stille Reformation, 1894
- Den kirkelige Opløsningsproces. Et Leilighedsskrift med svar til nogle Kritikere, 1896 (deutsch Der Protestantismus der Gegenwart. Geschildert von einem Protestanten, Berlin 1897)
- De gratia Christi et de libero arbitrio, 1898
- Afskedsprædiken i Gamle Akers Kirke, Søndag den 4 Februar 1900, 1900
- Der letzte Scholastiker. Eine Apologie, Freiburg i. B. 1904
- Kirkeaaret. Foredrag til Lærdom, Formaning og Trøst, 1904
- Hugo Grotius und die religiösen Bewegungen im Protestantismus seiner Zeit, Köln 1904
- En Konvertits Erindringer, Kopenhagen 1906 (deutsch Erinnerungen eines Konvertiten, Trier 1907)
- Essays, Kempten 1906
- Die Heilige Birgitta von Schweden, Kempten 1907